# Herb Sośnicowic
Herb Sośnicowic – jeden z symboli miasta Sośnicowice i gminy Sośnicowice w postaci herbu.

## Wygląd i symbolika
Herb przedstawia zieloną sosnę z brązowym pniem i korzeniami na srebrnej tarczy herbowej.
Jest to herb mówiący – symbolika herbu nawiązuje do nazwy miasta.